# Åsjön (Östads socken, Västergötland)
Åsjön är en sjö i Lerums kommun i Västergötland och ingår i Göta älvs huvudavrinningsområde. Sjön är 6,9 meter djup, har en yta på 0,064 kvadratkilometer och befinner sig 100 meter över havet. Sjön ligger i vildmarksområdet Risveden.